# 佐竹正詮
佐竹 正詮（さたけ まさあき、1854年12月27日（安政元年11月8日）- 1905年（明治38年）10月13日）は、明治期の農業経営者、政治家。衆議院議員。幼名・源蔵。

## 経歴
出羽国村山郡、のちの山形県西村山郡常盤村（西五百川村を経て現朝日町大字常盤）で、農業、素封家・佐竹文右衛門、ハツの三男として生まれた。僧・盛帖、西里村の逸見庄左衛門に師事して和漢学、数学を修めた。農業を営む。
1878年（明治11年）11月、三小区常盤村、大舟木村、松程村、今平村の里正に就任。以後、学務委員、連合村会議員、水利土功会議長、学区会議議長、郡役所租税事務監視員、山形県収税属、東村山郡書記、町村制度取調委員長、農事調査委員長、徴兵参事員などを務めた。
1882年（明治15年）7月、山形県会議員に選出され、1903年（明治36年）9月まで通算3期在任し、同参事会員も務めた。
1894年（明治27年）3月、第3回衆議院議員総選挙（山形県第1区）で初当選し、第4回総選挙でも再選され、衆議院議員に連続2期在任した。
1905年10月、胸部疾患のため自宅で死去した。

## 国政選挙歴
- 第3回衆議院議員総選挙（山形県第1区、1894年3月、無所属）当選[4]
- 第4回衆議院議員総選挙（山形県第1区、1894年9月、立憲革新党）当選[5]
- 第5回衆議院議員総選挙（山形県第1区、1898年3月、無所属）落選[5]
- 第6回衆議院議員総選挙（山形県第1区、1898年8月、無所属）落選[5]
- 第7回衆議院議員総選挙（山形県郡部、1902年8月、立憲政友会）落選[6]

## 山形県会選挙歴
- 1882年7月当選（1期）- 1885年10月辞任[7]
- 1893年6月補欠当選（2期）- 1894年3月衆院選当選により辞任[7]
- 1899年9月当選（3期）- 1903年9月満期退任[7]